# Adenophora koreana
Adenophora koreana là loài thực vật có hoa trong họ Hoa chuông. Loài này được Siro Kitamura mô tả khoa học đầu tiên năm 1936.